# Vala (limbaj de programare)
Vala este un limbaj de programare orientat obiect  cu compilator cu autogăzduire care generează cod C  și utilizează sistema GObject.
Vala e sintactic similară cu C# și include funcționalități notabile ca funcții anonime, signale, proprietăți, generice, gestionarea asistată a memoriei, tratarea excepțiilor, inferența tipurilor, și instrucțiunea foreach.

## Exemple

### Salut Lume
Un simplu program "Hello, World!" în Vala:
```
void
 
main
 
()
 
{

	
print
 
(
"Hello World
\n
"
);

}

```

Așa cum se poate observa, spre deosebire de C sau C++, in Vala nu sunt fișiere antet. Legarea de librării se face prin specificarea parametrilor --pkg în timpul compilării. Mai mult ca atât, librăria GLib  e tot timpul legată și spațiul său de numi poate fi omis (print e de fapt GLib.print).

### Programarea orientată obiect
Mai jos e o versiune mai complexă care definește o subclasă HelloWorld care moștenește de la
clasa de bază  GLib.Object, altfel scris ca clasa GObject . Exemplul arată unele   funcționalități orientate obiect din Vala:
```
class
 
HelloWorld
:
 
Object
 
{

	
private
 
uint
 
year
 
=
 
0
;

	

	
public
 
HelloWorld
 
()
 
{

	
}

	

	
public
 
HelloWorld
.
with_year
 
(
int
 
year
)
 
{

		
if
 
(
year
>
0
)

			
this
.
year
 
=
 
year
;

	
}

	
public
 
void
 
greeting
 
()
 
{

		
if
 
(
year
 
==
 
0
)

			
print
 
(
"Hello World
\n
"
);

		
else

			
/* Strings prefixed with '@' are string templates. */

			
print
 
(
@"Hello World, $(this.year)
\n
"
);
 

	
}

}

void
 
main
 
(
string
[]
 
args
)
 
{

	
var
 
helloworld
 
=
 
new
 
HelloWorld
.
with_year
 
(
2021
);

	
helloworld
.
greeting
 
();

}

```